# Archaeoprepona
Archaeoprepona es un género de lepidópteros perteneciente a la familia Nymphalidae, nativo de México, Centroamérica, norte de Sudamérica y el Caribe.  La parte inferior de las alas es de color marrón pálido, mientras que el lado superior es oscura con una banda distinta de color azul brillante.

## Taxonomy
Especies y subespecies del género  Archaeoprepona:
- Archaeoprepona Fruhstorfer, 1916
  - Archaeoprepona amphimachus (Fabricius, 1775)
    - Archaeoprepona amphimachus amphimachus (Fabricius, 1775)
    - Archaeoprepona amphimachus amphiktion Fruhstorfer, 1924
    - Archaeoprepona amphimachus baroni
    - Archaeoprepona amphimachus megacles Fruhstorfer, 1916
    - Archaeoprepona amphimachus symaithus Fruhstorfer, 1916

  - Archaeoprepona camilla (Godman & Salvin, 1884)
  - Archaeoprepona chalciope (Hübner)
    - Archaeoprepona chalciope chalciope (Hübner)
    - Archaeoprepona chalciope chalcis Fruhstorfer, 1916
    - Archaeoprepona chalciope domna Fruhstorfer, 1916

  - Archaeoprepona demophon (Linnaeus, 1758)
    - Archaeoprepona demophon demophon (Linnaeus, 1758)
    - Archaeoprepona demophon centralis Fruhstorfer, 1904
    - Archaeoprepona demophon muson Fruhstorfer, 1904

  - Archaeoprepona demophoon (Hübner, 1814)
    - Archaeoprepona demophoon demophoon (Hübner, 1814)
    - Archaeoprepona demophoon andicola Fruhstorfer, 1904
    - Archaeoprepona demophoon gulina Fruhstorfer, 1904
    - Archaeoprepona demophoon lyde Fruhstorfer, 1916
    - Archaeoprepona demophoon mexicana Llorente, Descimon & Johnson, 1993
    - Archaeoprepona demophoon tyrias Fruhstorfer, 1916

  - Archaeoprepona licomedes (Cramer, 1777)
  - Archaeoprepona luctuosus Walch.
  - Archaeoprepona meander (Cramer, 1775)
    - Archaeoprepona meander meander (Cramer, 1775)
    - Archaeoprepona meander amphimachus (Fabricius, 1775)
    - Archaeoprepona meander megabates Fruhstorfer, 1916
    - Archaeoprepona meander phoebus Boisduval, 1870

  - Archaeoprepona phaedra (Godman & Salvin, 1882)

Archaeoprepona amphimachus  - Les deux faces
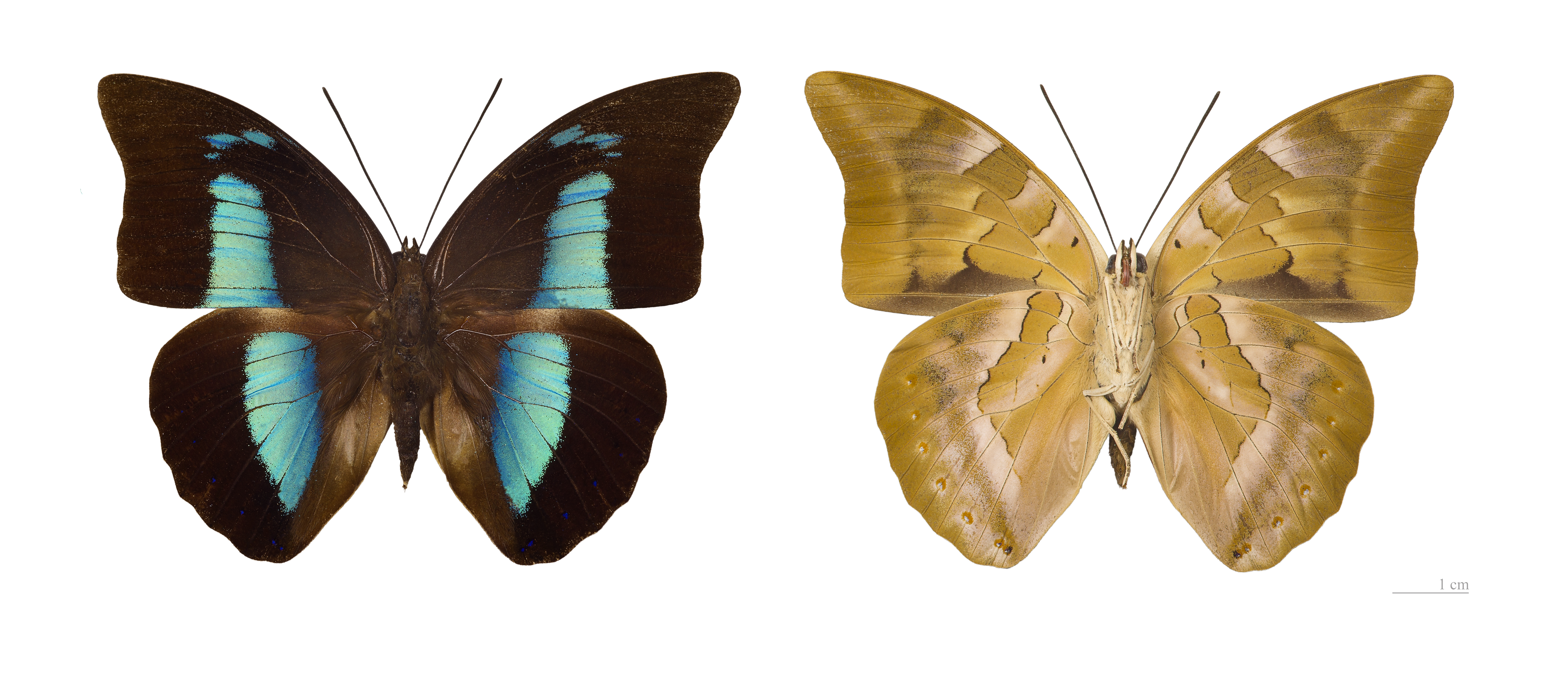
Archaeoprepona demophon - Les deux faces
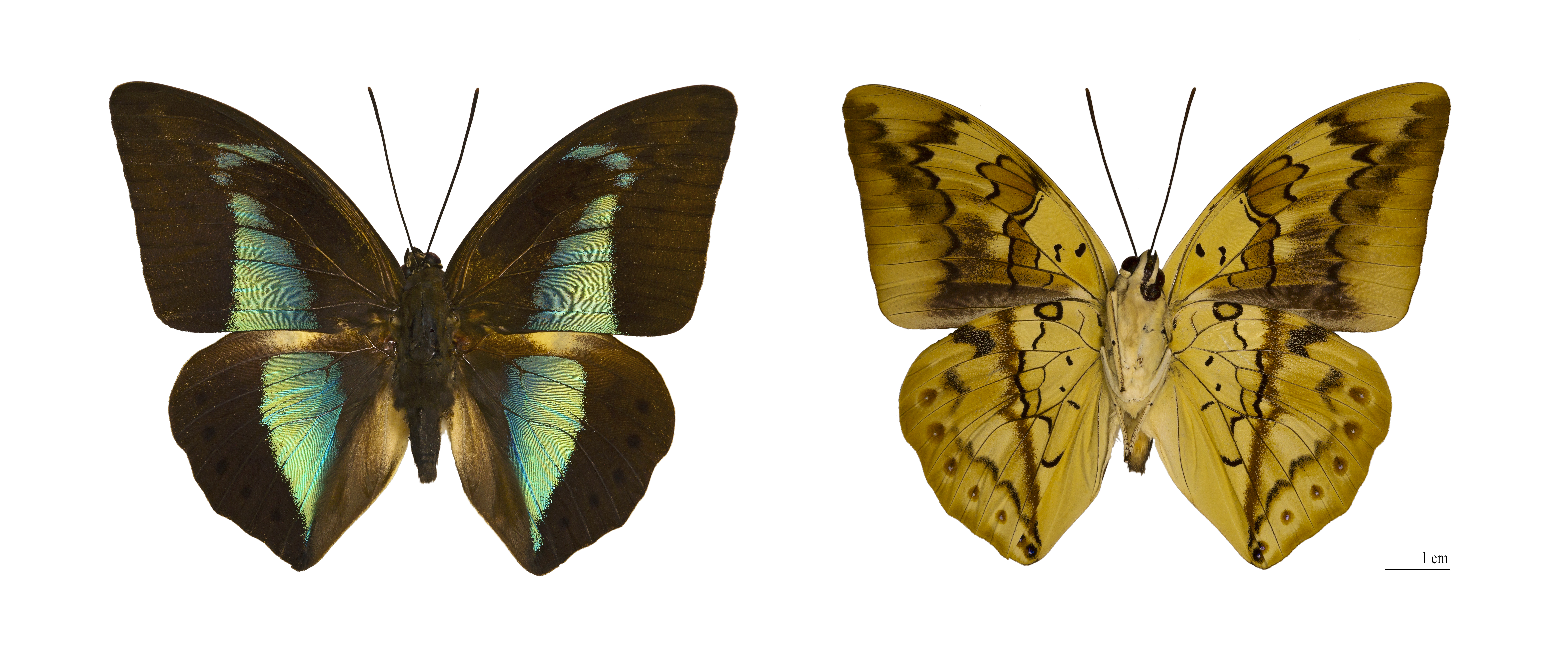
Archaeoprepona licomedes - Les deux faces